# محمدقاسم‌لی
محمدقاسم‌لی (به لاتین: Məmmədqasımlı) یک منطقه مسکونی در جمهوری آذربایجان است که در شهرستان زرداب واقع شده است. محمدقاسم‌لی ۱۹۸۸ نفر جمعیت دارد.